# Филимонов, Семён Никифорович
Семён Никифорович Филимонов — советский военный деятель, вице-адмирал.

## Биография
Родился в 1921 году в деревне Тарбеевка. Член КПСС.
Окончил Черноморское высшее военно-морское училище, Военно-морскую академию им. К. Е. Ворошилова.
Участник Великой Отечественной войны:
В 1946—1961 гг. — офицер Днепровской флотилии, начальник вооружения и судоремонта Владимиро-Ольгинской военно-морской базы Тихоокеанского флота.
В 1961—1966 гг. — начальник штаба Балтийской военно-морской базы.
В 1966—1972 гг. — начальник Беломорской военно-морской базы.
В 1978—1985 гг. — ведущий инженер-проектировщик судов на подводных крыльях на заводе «Красное Сормово».
Делегат XXIV съезда КПСС.
Умер в 1987 году в Горьком.

## Награды
- Орден Отечественной войны I степени (1985)
- Орден Трудового Красного Знамени (1971)
- Орден Красной Звезды (1943, 1953)
- Орден За службу Родине в Вооружённых Силах СССР 3 степени (1975)
- Медаль «За боевые заслуги»